# Médaille François-Xavier Garneau
La Médaille François-Xavier Garneau est remis par la Société historique du Canada. Elle est  le plus prestigieux des prix remis par la Société et est attribuée à tous les cinq ans.
Cette médaille honore une contribution canadienne remarquable à la recherche historique.

## Lauréats
- 1980 - Louise Dechêne
- 1985 - Michael Bliss
- 1990 - John M. Beattie
- 1995 - Joy Parr
- 2000 - Gérard Bouchard
- 2005 - Timothy Brook
- 2010 - John C.Weaver (en)
- 2015 - Bettina Bradbury (en)
- 2020 - Shirley Tillotson (en)